# Alpi Meridionali di Berchtesgaden
Le Alpi Meridionali di Berchtesgaden (in tedesco Südliche Berchtesgadner Alpen) sono un gruppo montuoso delle Alpi di Berchtesgaden. Si trovano in Austria (Salisburghese) e Germania (Baviera).
In accordo con la loro denominazione costituiscono la parte meridionale delle Alpi di Berchtesgaden.

## Classificazione
La SOIUSA le vede come un supergruppo alpino con la seguente classificazione:
- Grande parte = Alpi Orientali
- Grande settore = Alpi Nord-orientali
- Sezione = Alpi Settentrionali Salisburghesi
- Sottosezione = Alpi di Berchtesgaden
- Supergruppo = Alpi Meridionali di Berchtesgaden
- Codice = II/B-24.III-A

## Suddivisione

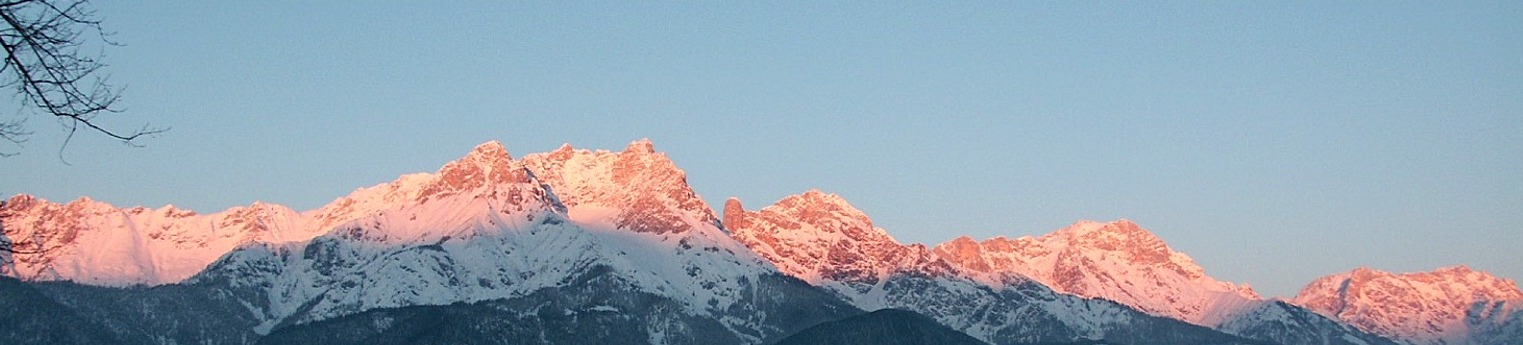
Panorama sulla catena Steinernes Meer.

La SOIUSA le suddivide in due gruppi e nove sottogruppi:
- Gruppo dell'Hochkönig (1)
  - Nodo dell'Hochkönig (1.a)
  - Catena del Tennek (1.b)
  - Catena Floßkogel-Eibleck (1.c)
  - Catena Schoberköpfe-Torsäule (1.d)
  - Catena del Mandlwand (1.e)
- Steinernes Meer (2)
  - Gruppo del Selbhorn (2.a)
  - Gruppo del Funtenseetauern (2.b)
  - Gruppo dello Schönfeldspitz (2.c)
  - Gruppo dell'Hundstod (2.d)

Il Gruppo dell'Hochkönig ne costituisce la parte orientale mentre lo Steinernes Meer si trova ad occidente.

## Monti

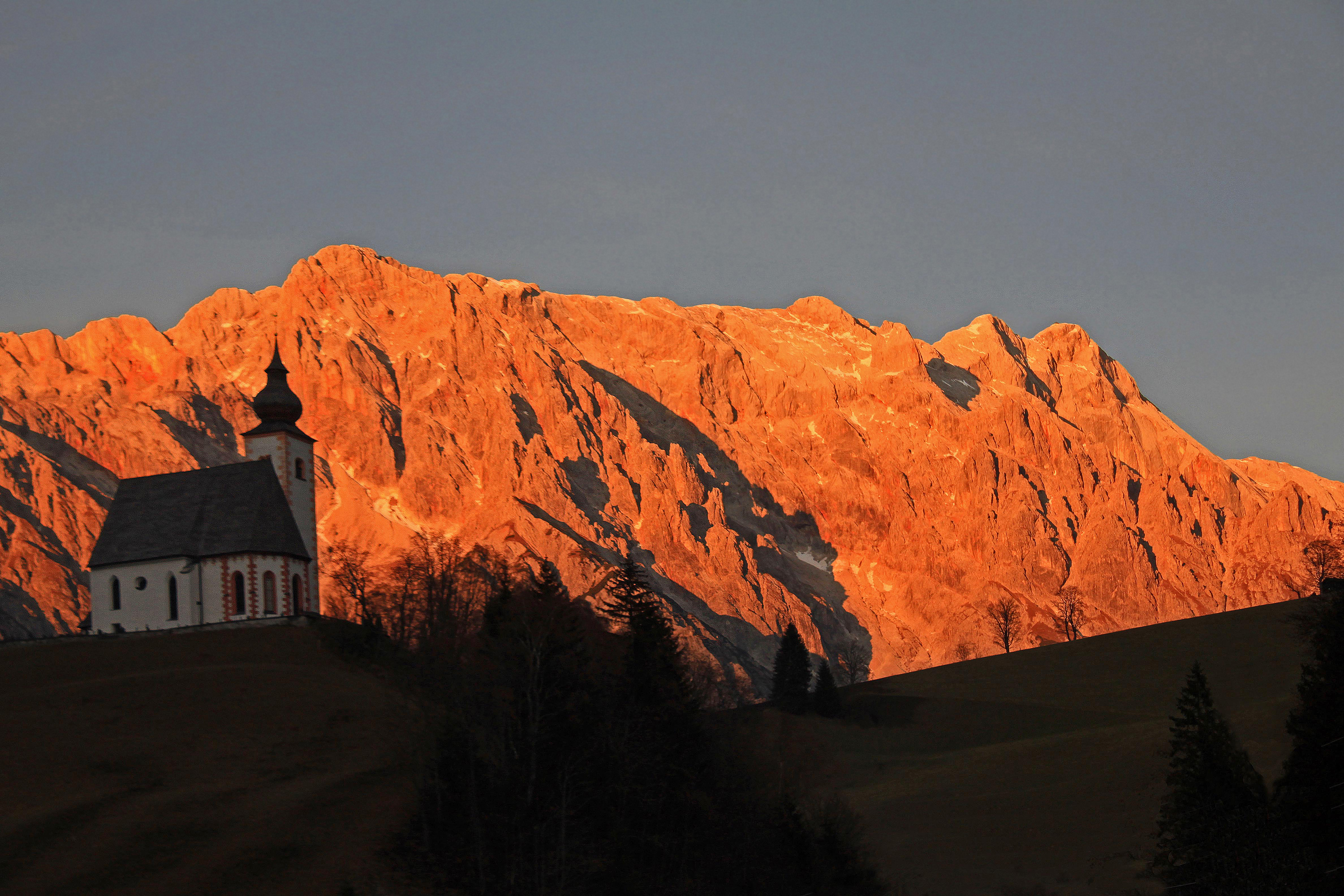
L'Hochkönig.

I monti principali del gruppo sono:
- Hochkönig - 2.941 m
- Großer Bratschenkopf - 2.859 m
- Lammkopf - 2.844 m
- Hochseiler - 2.793 m
- Kleiner Bratschenkopf - 2.684 m
- Selbhorn - 2.655 m
- Schönfeldspitze - 2.653 m
- Brandhorn - 2,609 m
- Großer Hundstod - 2.593 m
- Langeck - 2.593 m
- Torsäule - 2.587 m
- Funtenseetauern - 2.578 m
- Wildalmkirchl - 2.578 m
- Schareck - 2.567 m
- Poneck - 2.559 m
- Grießkogel - 2.543 m
- Graskopf - 2.519 m
- Wildalmrotkopf - 2.515 m
- Breithorn - 2.504 m
- Mitterhorn - 2.491 m
- Wurmkopf - 2.451 m
- Reißhorn - 2.411 m
- Schindlkopf - 2.356 m
- Alpriedelhorn - 2.351 m
- Persailhorn - 2.347 m
- Schneiber - 2.330 m
- Laubwand - 2.312 m
- Schottmalhorn - 2.232 m
- Viehkogel - 2.158 m